# Elophila turbata
Elophila turbata is een vlinder uit de familie van de grasmotten (Crambidae), uit de onderfamilie van de Acentropinae. De wetenschappelijke naam van deze soort is voor het eerst gepubliceerd in 1881 door Arthur Gardiner Butler.

## Verspreiding
De soort komt voor in Congo-Kinshasa, China, Taiwan, Rusland (Oblast Amoer), Noord-Korea en Japan.

## Waardplanten
De rups leeft op:
- Spirodela polyrhiza
- Lemna paucicostata
- Azolla imbricate
- Marsilea quadrifolia
- Trapa japonica
- Eichhornia crassipes
- Hydrocharis dubia
- Monochoria vaginalis
- Pistiastratiotes soorten
- Nymphaea soorten

## Biologie
Deze soort heeft meerdere generaties per jaar. In de provincies Zhejiang en Jiangsu in China varieert het aantal generaties van 7-9. Een levenscyclus duurt 23 tot 55 dagen, afhankelijk van de temperatuur. De winterslaap vindt meestal plaats in het larvale levensstadium. De vliegtijd is van mei tot in september. Na de paring leggen de vrouwtjes gemiddeld 500 eitjes aan de onderkant van de bladeren van de waardplant. Met behulp van hun zijde binden de rupsen verschillende stukken bladeren aan elkaar om een cocon te vormen. De rupsen leven in deze cocon en verlaten deze zelden. De rupsen zijn meestal 's nachts actief. In het laatste stadium verpoppen ze zich in de cocon. De vlinders zijn actief van zonsondergang tot laat in de nacht en worden sterk door licht aangetrokken.